# Афінська фондова біржа
Афінська фондова біржа (грец. Χρηματιστήριο Αθηνών, англ. Athens Stock Exchange або англ. ATHEX) — фондова біржа, розташована в Афінах, Греція, вперше відкрита в 1876 році.
Афінська фондова біржа — філія Hellenic Exchanges S.A, чиї акції мають лістинг на ATHEX. У серпні 1999 року почав діяти ринок похідних фінансових інструментів (строковий ринок). 2002 року Афінська фондова біржа та Афінська біржа похідних фінансових інструментів (англ. Athens Derivatives Exchange) об'єдналися в Афінську біржу (англ. Athens Exchange).
До 2007 року штаб-квартира афінської біржі розташовувалась у районі Афін Псирі по вулиці Софокла. Нова штаб-квартира розташована на вулиці Афінський (раніше вулиця Кавали). Торговельні сесії тривають з 10:00 до 17:20 годин усі дні тижня, крім суботи, неділі і свят, про які біржа повідомляє заздалегідь.
Офіційний бюлетень афінської фондової біржі — газета «Нафтемпорікі».